# Prospalta cyclicicoides
Prospalta cyclicicoides là một loài bướm đêm trong họ Noctuidae.